# 野口冨士男
野口 冨士男（のぐち ふじお、1911年7月4日 - 1993年11月22日）は、日本の小説家。戸籍名は平井冨士男。日本文芸家協会理事長。

## 来歴・人物
東京市麹町区生まれ。1913年に両親が離婚。慶應義塾幼稚舎では同級生に岡本太郎､藤山一郎がいた。慶應義塾普通部を経て慶應義塾大学文学部予科に進むが留年し、1930年に中退。1933年、文化学院文学部卒。
卒業後は紀伊国屋出版部で『行動』の編集に当たったが、1935年、紀伊国屋出版部の倒産に伴って都新聞社に入社。昭和十年代、『あらくれ』『現代文学』などの同人雑誌に執筆する。1936年から1937年まで河出書房に勤務。1937年、母方の籍に入って平井姓となる。
第二次世界大戦末期に帝国海軍の下級水兵として召集され、営内で日記を密かに付けた。栄養失調となって復員。1950年ごろから創作上の行き詰まりを感じ、徳田秋声の研究に専念。約10年を費やして秋声の年譜を修正。次いで無収入同然で秋声の伝記を執筆し、「我が家は三人家族だが四人暮らしである。妻と一人息子の他に徳田秋声という同居人がいる」と語った。このころは新宿戸塚（現：東京都新宿区西早稲田）の自宅の一部を改造し学生下宿を営んだ。
1965年、1500枚の『徳田秋声伝』で毎日芸術賞。このころから創作の道に復帰し1969年刊の小説「暗い夜の私」が代表作となった。1976年『わが荷風』で読売文学賞随筆・紀行賞、1979年『かくてありけり』で同・小説賞を、1980年、短編「なぎの葉考」で川端康成文学賞を受賞。1982年、日本芸術院賞。1986年、『感触的昭和文壇史』で菊池寛賞。1987年、日本芸術院会員。1984年から日本文藝家協会理事長を務めた。呼吸器不全のため自宅で死去。
膨大な日記が残されているが、息子の平井一麦（1940年生まれ）が『六十一歳の大学生、父野口富士男の遺した一万枚の日記に挑む』（文春新書、2008年）で一端を明らかにした。2011年、野口冨士男生誕百年記念出版として、1945年8月15日から1947年1月12日までの日記（1945年8月15日から同年8月24日までは『海軍日記』から転用）が、越谷市立図書館と野口冨士男文庫運営委員会（会長、松本 徹）の編集により、『越ヶ谷日記』の表題で刊行された。

## 著書
- 『風の系譜』青木書店 1940、講談社文芸文庫 2016
- 『女性翩翻』通文閣（青年芸術派叢書） 1941
- 『眷属』大観堂 1942
- 『黄昏運河』今日の問題社「新鋭文学選集」 1943
- 『白鷺』大日本雄弁会講談社 1949
- 『いのちある日に』河出書房 1956
- 『ただよい』小壷天書房 1958
- 『海軍日記　最下級兵の記録』現代社 1958、文藝春秋（新版） 1982、中公文庫、2021.6
- 『二つの虹』現代社 1958
- 『徳田秋聲傳』筑摩書房 1965
- 『暗い夜の私』講談社 1969
- 『徳田秋聲ノート 現実密着の深度』中央大学出版部 1972
- 『わが荷風』[2]集英社 1975、中公文庫 1984、講談社文芸文庫 2002、岩波現代文庫 2012
- 『かくてありけり』講談社 1978
  - 『しあわせ　かくてありけり』講談社文芸文庫 1992
- 『私のなかの東京　わが文学散策』文藝春秋 1978、中公文庫 1989、岩波現代文庫 2007
- 『流星抄』作品社 1979
- 『徳田秋聲の文學』筑摩書房 1979
- 『散るを別れと』河出書房新社 1980
- 『なぎの葉考』文藝春秋 1980
  - 『なぎの葉考・しあわせ』小学館 2021.3
- 『風のない日々』文藝春秋 1981
  - 『野口冨士男犯罪小説集－風のない日々／少女』中公文庫 2021.10
- 『作家の椅子』作品社 1981
- 『いま道のべに』講談社 1981
- 『断崖のはての空』河出書房新社 1982
- 『相生橋煙雨』文藝春秋 1982
- 『文学とその周辺』筑摩書房 1982
- 『誄歌』河出書房新社 1983
- 『虚空に舞う花びら』花曜社 1985
- 『感触的昭和文壇史』文藝春秋 1986、講談社文芸文庫 2017
- 『少女 野口冨士男作品集』文藝春秋 1989
  - 『なぎの葉考　少女　野口富士男短篇集』講談社文芸文庫 2009
- 『しあわせ』講談社 1990。のち上記新版
- 『野口富士男自選小説全集』河出書房新社（上下） 1991
- 『時のきれはし』講談社 1991
- 『作家の手 野口冨士男随筆集』武藤康史編、ウェッジ文庫 2009
- 『巷の空』田畑書店 2021.7　大戦中に執筆・当時未刊

以下は資料
- 『越ヶ谷日記』越谷市教育委員会 2011
- 『越谷小説集』越谷市教育委員会 2014
- 『八木義徳　野口冨士男　往復書簡集』平井一麥・土合弘光 ほか 編、田畑書店 2021.6